# Лавеноне
Лавеноне (італ. Lavenone) — муніципалітет в Італії, у регіоні Ломбардія, провінція Брешія.
Лавеноне розташоване на відстані близько 460 км на північ від Рима, 105 км на схід від Мілана, 30 км на північний схід від Брешії.
Населення — 562 особи (2014).

## Демографія
Населення за роками:

Станом на 1 січня 2023 року в муніципалітеті офіційно проживало 37 іноземців з 12 країн, серед них 3 громадяни країн Євросоюзу та 2 громадяни України.

## Сусідні муніципалітети
- Анфо
- Баголіно
- Колліо
- Ідро
- Пертіка-Басса
- Тревізо-Брешіано
- Вестоне